# Поијано (Варезе)
Поијано је насеље у Италији у округу Варезе, региону Ломбардија.
Према процени из 2011. у насељу је живело 88 становника. Насеље се налази на надморској висини од 224 м.